# باغ‌وحش (فیلم ۲۰۰۷)
«باغ‌وحش» (انگلیسی: Zoo) فیلمی در ژانر مستند است که سال ۲۰۰۷ منتشر شد.